# Преображенка (Червоногвардійський район)
Преображе́нка (рос. Преображенка) — село у складі Червоногвардійського району Оренбурзької області, Росія.

## Населення
Населення — 353 особи (2010; 467 у 2002).
Національний склад (станом на 2002 рік):
- росіяни — 76 %